# Adicella ordinaria
Adicella ordinaria är en nattsländeart som beskrevs av Wolfram Mey 1995. Adicella ordinaria ingår i släktet Adicella och familjen långhornssländor. Inga underarter finns listade i Catalogue of Life.